# Associació per a la Recuperació dels Desapareguts en el Franquisme
L'Associació per la Recuperació dels Desapareguts en el Franquisme, també coneguda per les seves sigles, A.R.D.F-Desapareguts, és una associació espanyola de caràcter estatal,registrada en el Ministeri de l'Interior el set de març del 2011.
El seu objectiu principal és la localització de víctimes de la repressió durant la Guerra Civil espanyola i la Dictadura Franquista. Entre les mateixes es troben persones que van ser assassinades, generalment per paramilitars de Falange, i els cossos de les quals, habitualment enterrats en fosses comunes, no van poder ser recuperats pels seus familiars.
L'Associació per la Recuperació dels Desapareguts en el Franquisme (A.R.D.F.), se sustenta en l'experiència de tots els seus socis i col·laboradors/as en treballs de recerca, localització i exhumació, en tot el relatiu a la Guerra Civil espanyola i Postguerra.
A.R.D.F., es desenvolupa sobre denúncies de familiars a la recerca dels seus sers estimats (desapareguts) en fosses comunes. Informant i fent un seguiment de recerca sobre la denúncia a la recerca de (desapareguts), i sobre restes mortals humans no identificats com poden ser soldats soterrats en llocs que no els correspon, com poden ser, finques particulars, camins i carreteres o parcel·les dependents de qualsevol administració, trinxeres i cementiris o parcel·les fora dels cementiris.
A.R.D.F., es difereix per la seva particularitat apartidista, respectant ideologies i sentiments, tenint com a única circumstància i projecte real per portar endavant, realitzar treballs en tot el relatiu a l'avui denominada Memòria Històrica, a gratcient que a qualsevol moment, podria variar el nom o Llei pel que fa al tema principal al que l'A.R.D.F fa esment.
La ARDF-Desapareguts és una associació sense ànim de lucre. Per poder dur a terme els nostres projectes ens financem de donatius, publicacions de llibres i articles, i també a través de crowfunfings.